# نایب‌الملک‌نشین ریو د لا پلاتا
نایب‌الملک‌نشین ریو د لا پلاته یا ویریناتو دل ریو د لا پلاته (اسپانیایی: Virreinato del Río de la Plata‎) یکی از نهادهای مستعمراتی امپراتوری اسپانیا در قاره آمریکا بود.
این نهاد در سال ۱۷۷۶ تأسیس شد و پیش از آن بخشی از نایب‌الملک‌نشین پرو بود. این قلمرو شامل کشورهای امروزی آرژانتین، شیلی، بولیوی، پاراگوئه و اروگوئه می‌شد. مستعمرهٔ گینه اسپانیایی (امروزه گینه استوایی خوانده می‌شود) هم رسماً در قلمرو مدیریتی این نایب‌الملک بود. بوئنوس آیرس در سواحل غربی رودخانهٔ ریو دلا پلاتا پایتخت این سرزمین بود.

## فهرست نایبان
پادشاهان اسپانیایی افرادی تحت نام نایب الملک را برای مدیریت این منطقه منصوب می‌کردند.
| #  | تصویر | نام                            | دوره                          | انتصاب         | توضیحات |
| -- | ----- | ------------------------------ | ----------------------------- | -------------- | --- |
| ۱  |       | پدرو آنتونیو د سوایوس          | ۱۵ اکتبر ۱۷۷۷ – ۲۶ ژوئن ۱۷۷۸  | ۱ اوت ۱۷۷۶     | منصوب‌شده توسط کارلوس سوم اسپانیا |
| ۲  |       | خوان خوزه د ورتیز ئی سالسدو    | ۲۶ ژوئن ۱۷۷۸ – ۷ مارس ۱۷۸۴    | ۲۷ اکتبر ۱۷۷۷  | منصوب‌شده توسط کارلوس سوم اسپانیا; مجدداً |
| ۳  |       | نیکلاس دل کامپو                | ۷ مارس ۱۷۸۴ – ۴ دسامبر ۱۷۸۹   | ۱۳ اوت ۱۷۸۳    | منصوب‌شده توسط کارلوس سوم اسپانیا |
| ۴  |       | نیکلاس آنتونیو د آردوندو       | ۴ دسامبر ۱۷۸۹ – ۱۶ مارس ۱۷۹۵  | ۲۱ مارس ۱۷۸۹   | منصوب‌شده توسط کارلوس چهارم اسپانیا، مجدداً |
| ۵  |       | پدرو ملو پرتغالی               | ۱۶ مارس ۱۷۹۵ – ۱۵ آوریل ۱۷۹۷  | ۵ فوریه ۱۷۹۴   | منصوب‌شده توسط کارلوس چهارم اسپانیا، مرگ در دفتر کارش |
| -  |       | Real Audiencia of Buenos Aires | ۱۵ آوریل ۱۷۹۷ – ۲ مه ۱۷۹۷     |                | دولت موقت تا رسیدن نایب‌السلطنه جدید |
| ۶  |       | آنتونیو اولاگوئر فلیو          | ۲ مه ۱۷۹۷ – ۱۴ مه ۱۷۹۹        |                | او در طول دوران مأموریت خود مجبور بود با حضور نیروهای بریتانیایی و پرتغالی در منطقه ریو د لا پلاتا و همچنین احساسات انقلابی نوپایی که از انقلاب اخیر فرانسه الهام گرفته شده بود، مبارزه کند. او بندر بوئنوس آیرس را به روی ترافیک خارجی باز کرد تا فعالیت‌های تجاری نایب‌الملک‌نشین را تحریک کند. |
| ۷  |       | گابریل د آویلس                 | ۱۴ مارس ۱۷۹۹ – ۲۰ مه ۱۸۰۱     | ۲۵ اکتبر ۱۷۹۷  | |
| ۸  |       | خوآکین دل پینو ئی روزاس        | ۲۰ مه ۱۸۰۱ – ۱۱ آوریل ۱۸۰۴    | ۱۴ ژوئیه ۱۸۰۰  | منصوب‌شده توسط کارلوس چهارم اسپانیا، مرگ در دفتر کارش. |
| ۹  |       | رافائل د سوبرمنتو              | ۲۴ آوریل ۱۸۰۴ – ۱۰ فوریه ۱۸۰۷ | ۱۰ نوامبر ۱۸۰۴ | طی حمله بریتانیا به ریو د لا پلاته شهرهای بوئنوس آیرس و مونته‌ویدئو را رها کرد و گریخت. |
| ۱۰ |       | سانتیاگو د لینیرس              | ۱۰ فوریه ۱۸۰۷ – ۳۰ ژوئن ۱۸۰۹  |                | نایب‌الملک موقت، گماشته شده توسط کارلوس چهارم اسپانیا، جایگزین شده توسط خونتای عالی مرکزی. |
| ۱۱ |       | بالتازار هیدالگو د سیسنرس      | ۱۵ ژوئیه ۱۸۰۹ – ۲۵ مه ۱۸۱۰    | ۱۱ فوریه ۱۸۰۹  | منصوب‌شده توسط خونتای عالی مرکزی و عزل در انقلاب مه و جایگزینی پریمرا خونتا. |
| ۱۲ |       | فرانسیسکو خاویر د الیو         | ۱۹ ژانویه ۱۸۱۱ – ژانویه ۱۸۱۲  | ۳۱ اوت ۱۸۱۰    | بعد از انقلاب مه خود را «نایب‌السلطنه» خواند، که از طرف مجلس قانونگذاری کادیز تأیید شد، که همچنین مونته ویدئو را پایتخت جدید نایب‌السلطنه و بوینس آیرس را یک شهر شورشی اعلام کرد. |
| ۱۳ |       | پدرو آنتونیو اولانیتا          | ۲۷ مه ۱۸۲۵                    |                | |